# Wola Polska (powiat żyrardowski)
Wola Polska – wieś w Polsce położona w województwie mazowieckim, w powiecie żyrardowskim, w gminie Puszcza Mariańska.
Wieś wchodzi w skład sołectwa Zator.
W latach 1975–1998 miejscowość należała administracyjnie do województwa skierniewickiego.